# لبلابي
لَبْلاَبِي كلمة مشتقة (من التركية: لَبْلاَبِي Leblebi، أي حمص مقلي، من الصربية: لَبْلاَبِيَا Леблебија، أي حمص) أكلة شعبية تونسية الاصل. وتسمى في العراق والكويت اللبلبي. مكونة أساسًا من الحمص والكمون وقطع صغيرة من الخبز، ويمكن أن يضاف إليها عادةً أحد أو كافة المكونات  التالية: البيضة، زيت زيتون، هريسة، الكبار، التونة، البصل، الثوم، الخل، الليمون الزيتون
الجدير بالذكر أن اللبلابي هو أكلة شتوية حيث يعدها التونسيون أكلة مقاومة للبرد.

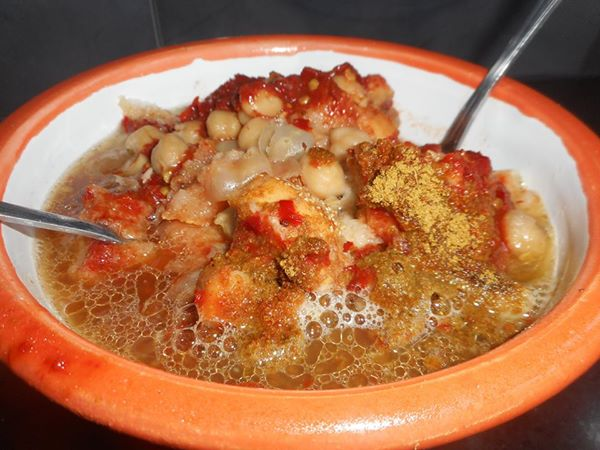
طبق اللبلابي التونسي.

اللبلابى موجود في العراق أيضاً و يختلف عن التونسي ويعرف باللَبلَبي، ويحضر من الحمص مع الماء المحمض، ويُباع في الأسواق والشوارع العامة في العراق. تعرف الأكلة إقبالاً واسعاً ومنقطع النظير من الفئات الشعبية فتكثر المحلات المخصصة لبيع الأكلة في الأحياء الشعبية وفي المناطق ذات الكثافة السكانية الكبيرة، إلا أنها أصبحت في السنوات الأخيرة ذائعة الصيت على المستوى الوطني، وأصبح مستهلكوها من كافة الشرائح. تعرف الأكلة أوقات الذروة لاستهلاكها خصوصاً في الأيام الباردة في الصباح الباكر أو في المساء، ويعود ذلك بالأساس إلى طبيعة الأكلة الحارة واللاذعة.